# ترور (فیلم ۱۹۶۴)
ترور (انگلیسی: Assassination) که با نام آدمکش (انگلیسی: The Assassin) نیز شناخته می‌شود، فیلمی ژاپنی به کارگردانی ماساهیرو شینودا است که در سال ۱۹۶۴ منتشر شد.